# لینوکس شریف

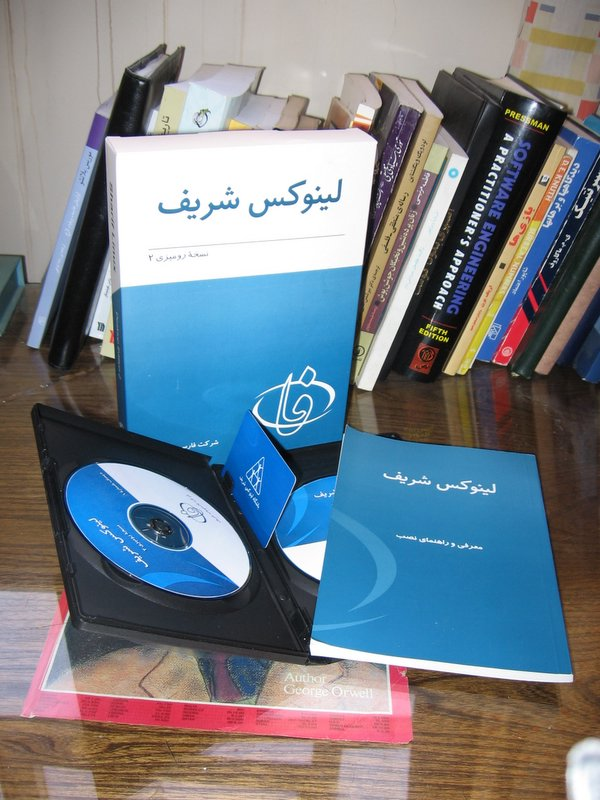
محتویات بستهٔ نرم‌افزاری لینوکس شریف

لینوکس شریف نام یک توزیع لینوکس دو زبانه (فارسی/انگلیسی) ایرانی است که در شرکت فارسی‌وب شریف با توجه به نیازهای بومی کاربران ایرانی و فارسی‌زبان تهیه شده است، پس از طی مراحل آزمون نسخه‌های آزمایشی، در ۷ خرداد ۱۳۸۵ به‌طور رسمی در دانشگاه صنعتی شریف معرفی و رونمایی شد.
توسعه و پشتیبانی این توزیع متوقف شده است و دیگر اپدیتی برای این پروژه منتشر نمی‌شود.
نسخهٔ ۲ این توزیع بر پایهٔ انتشار ۴ توزیع فدورا بنا شده‌است و برنامه‌هایی شامل فایرفاکس ۱، کرنل لینوکس ۲٫۶٫۱۶ و اپن آفیس ۲، را همراه خود داشت.
در این توزیع از نسخهٔ ۲ محیط رومیزی گنوم که ۷۶٫۴۸ درصد آن به فارسی ترجمه شده بود، استفاده می‌شد.